# Németh Antal (pedagógus)
Bejczi Németh Antal (Bejc, 1838. január 17. – Győr, 1902. január 21.) bölcseleti doktor, királyi tanácsos, tankerületi főigazgató.

## Életpályája
Németh János tanító és Balogh Terézia fia. Apját korán elveszítette, s csak nagy nélkülözések közt végezhette gimnáziumi tanulmányait Szombathelyt, Győrött, Nagyszombatban és Esztergomban. A tanári pályára készült, ezért a pesti egyetemen a bölcseleti fakultásra iratkozott be, és letette a tanári vizsgát. Első alkalmazást 1860. december 18-án kapott mint helyettes tanár a budai főreáliskolánál, ahol 1861. április 1-ig működött. Ekkor ugyanott a főgimnáziumhoz került, ahol a latin nyelvet és mennyiségtant adta elő. November 1-jén Pozsonyba helyezték át főgimnáziumi helyettes tanárnak, ahol 1864-ben tanári oklevelet nyervén, május 27-én rendes tanárrá nevezeték ki, 1868-ban a magyar kormány is elismerte. Pozsonyi tanárkodása alatt szerezte meg a bölcseletdoktori oklevelet. 1872. július 27-én Győr-, Esztergom- és Komárom megyék tanfelügyelőjévé nevezték ki. Pozsony város tanácsának tagja volt és távozása után, 1878. március 17-én Győr tankerületi középiskolai főigazgatóvá nevezték ki, majd újra megválasztották Pozsony városi képviseletének tagjává; továbbá kinevezték a pozsonyi állami tanítónőképzőintézet igazgatótanácsának tagjává, 1879-ben pedig alelnökévé. Az Esztergom vármegyei tanítótestület tiszteletbeli tagja, a Komárom vármegyeinek pedig elnöke volt. A közoktatásügyben szerzett érdemeiért királyi tanácsosi címet kapott, és a török császári Medjidie-rendet is elnyerte. 1894-ben Bejczi előnévvel magyar nemességet kapott. Ő alapította meg az országos egészségi egyesület győri fiókját, amelyben a győrvárosi orvosok és tanárok terjesztették s népszerűsítették az egészségtant. A Szent István Társulat irodalmi osztályának választmányi tagja volt.

## Írásai
Cikkei a Tanodai Lapokban, melynek főmunkatársa volt (A családi kör, mint a nevelés főtényezője, Egyház és iskola, A franczia tanügy rövid története, Ki-é az iskola, Nevelészeti bizalmas levelek, Körültekintés a tanügy terén, Még egyszer az Epitome Historiae Sacrae, A németországi tanítók helyzetének multjáról, Az olvasmányok befolyása az ifjú emberre, A pozsonyi k. gymnasium rövid története, A színházak befolyása az ifjúságra, Halászatok a nevelés és tanirodalom terén, A magyar közoktatás ügyében, Néhány észrevétel a közoktatási tervek körül, Néhány őszinte észrevétel a hazai tanügy körül, Néhány szó a tanítói hivatal örömeiről, Pozsonyi levelek, A pozsonyi főgymnasium Értesítvénye, Egyéni nézetek a tanügy jövő szervezéséhez, A népnevelés sarkalatos kellékei, Tett-e az egyház valamit az emberiség és tudományokért, Töredékes észrevételek a felállítandó lyceumok szervezeti javaslata fölött sat.); közgazdasági és tárcacikkeket írt a Pozsonyvidéki Lapokba és a győri helyi lapokba, a Győri Közlönybe (1883. 101. sz. Méry Etel irodalmi munkássága sat.); a hazai és külföldi pedagógiai lapokba szintén írt cikkeket.

## Munkái
- Beszéde (tartotta máj. 23. 1861.) Pest, 1861
- Versus memoriales Em. Alvári de generibus nominum. Magyar és német értelmezéssel a tanuló ifjúság számára. Pest, 1862 (3. kiadás. Pest, 1867)
- Versus memoriales Em. Alvári de praeteritis et supinis verborum. Magyar és német értelmezéssel. Pest, 1864 (2. kiadás)
- Viszonyok és arányok s az ezeken alapuló számolások. A gyakorlati életre alkalmazva. Pozsony, 1865
- Történelmi zsebszótár, bővítve az 1848-49. események színhelyeivel. Pest, 1867 (2. bőv. és jav. kiadás. Győr, 1883)
- Sokrates. Bölcsészeti dolgozat. Pozsony, 1869
- Etwas über unser Schulwesen, Pozsony, 1871
- A pozsonyi elemi iskolák. Pozsony, 1872
- Mikor remélhetjük népnevelésünk előmenetelét? Pozsony, 1872
- Esztergommegye tanügyi állapota az 1871-73. iskola évben. Pozsony, 1873
- Komárommegye tanügyi állapota 1869-1872-ben. Esztergom, 1873
- Esztergommegye tanügyi állapota és Esztergom város elemi iskolái 1874-ben. Esztergom, 1875
- Esztergommegyei népiskolák és némely közművelődési mozzanat 1875-ben Esztergom, 1875
- Érzelmek és ezek nevelése. Pozsony, 1875 (2. bőv. kiadás. Győr, 1879)
- Komárommegye népiskolái 1873-ban. Esztergom, 1875
- Az öngyilkosságról. Esztergom (1876)
- Lázadás Kairóban. Történeti elbeszélés Bonaparte egyiptomi hadjáratából Kletke Gy. után németből szabadon átdolgozta. Győr, 1880 (Gross Magyar ifjúsági Könyvtára 2.)
- Iránydolgozatok. Győr, 1878
- Magyar-latin- és latin-magyar zsebszótár. Győr, 1882
- Zsebkönyv Magyarország tanulói számára 1883-84. naptári függelékkel. Győr, 1883
- Magyar-német és német-magyar zsebszótár. Győr, 1885, két rész (Csemez Józseffel együtt. 2. jav. és bőv. kiadás. Győr, 1892–93)
- Zsebkönyv gymnasiumi és reáliskolai tanulók számára. Rövid kivonat a természettan-, vegytan- és mennyiségtanból, magyar, latin, görög, német, franczia, olasz, angol és spanyol irodalomtörténetből, az egyház- és műtörténetből, világ- és magyar történelemből, a természetrajz- és földrajzból sat. Budapest, 1855
- Szabályrendeletek, utasítások és felhívások. Győr, 1888 (2. kiadás, 3. bőv. összeállítás: Betűsoros tájékoztató a középiskolai rendeletek, szabályzatok, utasítások között. Budapest, 1898. cz.)
- Alkalmi beszédek és toasztok prózában és versben. Győr, 1890
- Promemoria semper iucunda. József Ágost főherczeg érettségi vizsgálata Pannonhalmán. Győr, 1890
- A győri orsolyiták új elemi iskolája és a zárda története. Emléklap. Győr, 1892
- Emléklapok, tanügyi beszédek. Győr, 1893
- Titus diadalmenete. Győr, 1895
- A gladiator. Győr, 1895
- A középiskolák történeti fejlődésének rövid vázlata. Győr, 1895
- A győri elemi iskolák egészségügye. Győr, 1895
- A keresztény nevelés alapelvei. Győr, 1895
- A magyar nők a történelemben. Győr, 1896
- Három tanügyi előterjesztés 1882- és 1894-ből. Győr, 1896

Felolvasásokat tartott Győrött és Sopronban: Az idegességről, Az emberi kor tartamáról, A kuruc költészetről.